# 다샤오제
다샤오제(大小姐, 한국어 표기는 대소저)는 헬로! 프로젝트의 해외 최연소 여성 아이돌 그룹이다.

## 개요
- 프란시스와 아이코와는 같은 타이중 시에 살아, 가족 모두의 교제를 하고 있다.
- 현지(대만)의 이벤트에 다수 출연하고 있다.

### 다샤오제의 이름의 유래
프로듀서의 황서준(黃舒駿)은 프란시스&아이코의 새로운 이름을 여러 가지 생각하고 있었다. 그러나,「포포당(풍선껌)」,「원기료료(활기가 가득)」등의 70이상의 이름을 생각해 보았지만 어느 것도 납득 가지 않고 고민하고 있었다. 어느 장소연(張小燕)이 방문했을 때에 프란시스와 아이코는 스스로를「대저(다지에：큰 언니)」입니다, 「소저(샤오지에：언니)」입니다라고 자기 소개한 것으로부터 다샤오제의 이름이 번쩍였다고 한다.「대소저」란 부자의 아가씨라고 하는 의미도 있지만, 대저와 소저로 순진하게 다샤오제라고 하는 것이 좋다고 하는 것이 되었다.

## 멤버
- 프란시스 (フランシス, 呉兆絃, 2000년 12월 27일 - )
- 아이코 (愛子, 藍愛子, 2002년 12월 21일 - )

## 약력
- 헬로! 프로젝트 첫 해외 오디션「早安家族NEW STAR」에 있어서의 후보자의 최연소조. 동오디션[1]에서 「조안유유조(早安幼幼組)」라고 불리고 있었다.
- 2009년 1월, 하로프로 콘서트에 출연, 3월에 하로프로 멤버로.
- 2009년 9월 14일, 유닛명「다샤오제」로서 대만에서 2009년 9월 15일에 정식 데뷔하는 것이 발표되었다(지금까지의 유닛명은 프란시스&아이코(중문 표기 : 兆絃&愛子)에서 있었다).[2]
- 2012년 5월, 공식 사이트의 아티스트 일람에서 삭제되어 헬로! 프로젝트를 이탈했다.

## 음악

### 앨범
1. 我是大小姐 (2009년 9월 15일)
2. 我是大小姐虎虎生風賀年版 (2010년 2월 3일)
3. 加加油 大小姐 (2011년 1월 26일)
4. Follow Me (2013년 7월 30일)

## 출연

### 텔레비전
- 早安家族New Star (2008년 6월 ~ 9월 21일, 타이완텔레비전공사)
- 料理偶像「料理甜甜圈」(2011년 7월 ~ , YoYo TV)
- 타이완텔레비전공사 -「百萬小學堂」의 주제가 담당

### 콘서트
- Hello! Project 2009 Winter (요코하마 아레나) - 츠키시마 키라리 starring 쿠스미 코하루 (모닝구무스메。)「はぴ☆はぴ サンデー!」의 백댄서